# Dwight (Kansas)
Dwight es una ciudad ubicada en el de condado de Morris en el estado estadounidense de Kansas. En el año 2010 tenía una población de 272 habitantes y una densidad poblacional de 272 personas por km².

## Geografía
Dwight se encuentra ubicada en las coordenadas 38°50′41″N 96°35′42″O / 38.844602, -96.594935 (38.844602, -96.594935).

## Demografía
Según la Oficina del Censo en 2000 los ingresos medios por hogar en la localidad eran de $25,909 y los ingresos medios por familia eran $38,750. Los hombres tenían unos ingresos medios de $25,000 frente a los $20,227 para las mujeres. La renta per cápita para la localidad era de $14,727. Alrededor del 15.1% de la población estaban por debajo del umbral de pobreza.